# Конотация
Конотацията е допълнително, второстепенно, определено от контекста значение на думата, което се е появило и е тясно свързано с опита на човека, за разлика от денотацията. Това е субективното, произтичащо от определена културна среда, както и емоционално или свързано с опита асоцииране с определено значение или привнасяне на такова към дадена дума или фраза, и е значение, което се реализира в контекста, като се отличава в определена или дори съществена степен от речниковото значение на думата или нейната денотация.

## Примери
| Денотацията на този пример е червена роза със зелено стъбло. Конотацията е че това е символ на страстта и любовта – онова, което символизира розата. |
| Денотацията е изображение на анимационно сърце. Конотацията е символ на любов и привързаност.                                                        |

Например конотативното значение на думата „луна“ за някои хора може да бъде „мека“, за други „спокойна“ и т.н. конотативните значения влияят върху оценката, която правим при интерпретацията на съобщението.

## Конотация и денотация
При семиотичното разграничение, например виж традицията около Йелмслев, се приема, че денотацията е отношението между израз и съдържание, а конотацията свързва два знака (две единици на изказа/израза и съдържанието) по определен начин 